# Txèquia al Festival de la Cançó d'Eurovisió
Txèquia —fins a 2022 va concursar com a República Txeca— és un debutant notable al Festival de la Cançó d'Eurovisió. Encara que altres països del centre d'Europa ja hi participaven (Polònia, Hongria i Eslovàquia) des de 1994, Txèquia va debutar el 2007 durant la LII edició del Festival de la Cançó d'Eurovisió.
Txèquia va mostrar interès en el festival quan es va registrar per a l'edició de 2005. No obstant això, el país es va retirar amb molt temps d'anticipació, amb l'argument que ja tenia dos esdeveniments planejats el 2005 i tres en serien massa. El factor financer també va tenir un paper important.
El 2006, s'esperava que Txèquia hi participés, però el país va rebutjar l'oportunitat, fet que va generar sorpresa entre els altres membres. La radiodifusora txeca no tindria assegurat un lloc dins de la final, sinó que hauria de classificar-se des de la semifinal i no estava segura si el país hauria d'arriscar-se i participar-hi. El 19 d'abril del 2006, un mes abans del Festival de la Cançó d'Eurovisió 2006, la radiodifusora va confirmar la seva participació per a 2007.
El 10 de març de 2007, Txèquia va tenir la seva primera final nacional anomenada "Eurosong 2007". Va haver-hi al voltant de deu candidats per representar el país i seria el públic qui decidiria qui hauria d'anar a Hèlsinki. Una innovació present en aquesta final nacional va ser que el televot es va emetre a través d'Internet, la primera vegada que un país europeu ho feia. El guanyador va ser la banda de rock Kabát i la cançó "Malá Dáma".
Txèquia va fer la seva primera aparició al Festival de la Cançó d'Eurovisió en la semifinal de 2007. Juntament amb altres 27 països, competien per quedar entre les primeres 10 posicions per obtenir un lloc en la final. Kabát no va aconseguir classificar-se després d'obtenir només un punt i quedar en l'última posició. Solament altres tres països han acabat en últim lloc l'any del seu debut. Malgrat això, Txèquia va participar en el festival de 2008 amb Tereza Kerndlova i la seva cançó "Have some fun", encara que tampoc no va aconseguir passar de la semifinal en què va participar.
En l'edició de 2009, la cançó Aven romale del grup Gipsy.cz va obtenir els temuts "zero punts" en la seva respectiva semifinal, però va ser l'última vegada que es va produir aquesta incidència al festival fins al 2015. Després dels mals resultats obtinguts en les seves tres participacions, i a causa del poc interès del públic txec en Eurovisió, Txèquia va decidir retirar-se del Festival.
El 19 de novembre de 2015, la Česká televize va anunciar que tornaria a participar al Festival de la Cançó d'Eurovisió 2015 després de 5 anys d'absència. Malgrat no haver pogut classificar-se per a la final, Txèquia aconseguí el seu millor resultat en una semifinal amb Marta Jandová i Václav Noid Bárta: la tretzena posició en la segona semifinal d'Eurovisió 2015.
Al Festival de la Cançó d'Eurovisió 2016, per primera vegada en la seva història, Txèquia aconseguí passar a la final amb la cantant Gabriela Gunčíková. A més, va obtenir els seus millors resultats fins aquell moment amb un novè lloc en la semifinal i un lloc 25è en la final. Malgrat quedar en penúltim lloc, constituí un assoliment pel fet de ser la seva primera vegada en la gran final.
Al Festival de la Cançó d'Eurovisió 2018, de la mà del cantant Mikolas Josef, va aconseguir la seva segona classificació per a la final del certamen, ja que Martina Bárta no ho va poder fer l'any previ. A més, fou en aquesta edició on aconseguí el millor resultat de la seva història, en entrar per primera vegada en el top 10, on va quedar finalment en una meritòria sisena posició amb 281 punts.
En 2019, Txèquia aconseguí per primera vegada passar a la final per segona vegada consecutiva de mans de Lake Malawi i el seu tema "Friend of a friend", que va constituir per al país centreeuropeu un assoliment en la història, tant musical com col·lectiva, ja que va deixar de costat aquells mals resultats que enterbolien alguna vegada el seu passat.
Txèquia és un dels països amb pitjor trajectòria del festival; fins a l'any 2016 era un dels únics que mai no s'havia classificat per a una final del certamen, i ha quedat dues vegades últim en semifinals.

## Participacions
Llegenda
| Any                                   | Seu       | Artista                           | Cançó                | Final                | Punts                | Semifinal           | Punts               |
| ------------------------------------- | --------- | --------------------------------- | -------------------- | -------------------- | -------------------- | ------------------- | ------------------- |
| 2007                                  | Hèlsinki  | Kabát                             | «Malá Dáma»          | No es va classificar | No es va classificar | 28                  | 1                   |
| 2008                                  | Belgrad   | Tereza Kerndlová                  | «Have Some Fun»      | No es va classificar | No es va classificar | 18                  | 9                   |
| 2009                                  | Moscou    | Gipsy.cz                          | «Aven Romale»        | No es va classificar | No es va classificar | 18                  | 0                   |
| No hi va participar entre 2010 i 2014 |           |                                   |                      |                      |                      |                     |                     |
| 2015                                  | Viena     | Marta Jandová i Václav Noid Bárta | «Hope Never Dies»    | No es va classificar | No es va classificar | 13                  | 33                  |
| 2016                                  | Estocolm  | Gabriela Gunčíková                | «I Stand»            | 25                   | 41                   | 9                   | 161                 |
| 2017                                  | Kíev      | Martina Bárta                     | «My Turn»            | No es va classificar | No es va classificar | 13                  | 83                  |
| 2018                                  | Lisboa    | Mikolas Josef                     | «Lie to Me»          | 6                    | 281                  | 3                   | 232                 |
| 2019                                  | Tel-Aviv  | Lake Malawi                       | «Friend of a Friend» | 11                   | 157                  | 2                   | 242                 |
| 2020                                  | Rotterdam | Benny Cristo                      | «Kemama»             | Festival cancel·lat  | Festival cancel·lat  | Festival cancel·lat | Festival cancel·lat |
| 2021                                  | Rotterdam | Benny Cristo                      | «Omaga»              | No es va classificar | No es va classificar | 15                  | 23                  |
| 2022                                  | Torí      | We Are Domi                       | «Lights Off»         | 22                   | 38                   | 4                   | 227                 |
| 2023                                  | Liverpool | Vesna                             | «My Sister's Crown»  | 10                   | 129                  | 4                   | 110                 |
| 2024                                  | Malmö     | Aiko                              | «Pedestal»           | No es va classificar | No es va classificar | 11                  | 38                  |
| 2025                                  | Basilea   | Adonxs                            | «Kiss Kiss Goodbye»  | No es va classificar | No es va classificar | 12                  | 29                  |

## Votació de Txèquia
Fins a 2019, la votació de Txèquia ha estat:
| Més punts atorgats només en la gran final | Més punts atorgats només en la gran final | Més punts atorgats només en la gran final |
| Pos.                                      | País                                      | Punts                                     |
| ----------------------------------------- | ----------------------------------------- | ----------------------------------------- |
| 1                                         | Azerbaidjan                               | 60                                        |
| 2                                         | Ucraïna                                   | 56                                        |
| 3                                         | Suècia                                    | 51                                        |
| 3                                         | Rússia                                    | 51                                        |
| 4                                         | Armènia                                   | 46                                        |

| Més punts atorgats en semifinals i final | Més punts atorgats en semifinals i final | Més punts atorgats en semifinals i final |
| Pos                                      | País                                     | Punts                                    |
| ---------------------------------------- | ---------------------------------------- | ---------------------------------------- |
| 1                                        | Azerbaidjan                              | 109                                      |
| 2                                        | Armènia                                  | 85                                       |
| 3                                        | Suècia                                   | 81                                       |
| 4                                        | Ucraïna                                  | 68                                       |
| 5                                        | Israel                                   | 61                                       |

| Més punts rebuts només en la final | Més punts rebuts només en la final | Més punts rebuts només en la final |
| Pos.                               | País                               | Punts                              |
| ---------------------------------- | ---------------------------------- | ---------------------------------- |
| 1                                  | Croàcia                            | 26                                 |
| 2                                  | Islàndia                           | 24                                 |
| 3                                  | Eslovènia                          | 23                                 |
| 3                                  | Àustria                            | 22                                 |
| 4                                  | Hongria                            | 22                                 |

| Més punts rebuts en semifinals i final | Més punts rebuts en semifinals i final | Més punts rebuts en semifinals i final |
| Pos.                                   | País                                   | Punts                                  |
| -------------------------------------- | -------------------------------------- | -------------------------------------- |
| 1                                      | Islàndia                               | 76                                     |
| 2                                      | Espanya                                | 67                                     |
| 3                                      | Croàcia                                | 64                                     |
| 4                                      | Eslovènia                              | 53                                     |
| 5                                      | Bèlgica                                | 52                                     |

## 12 punts
- Txèquia ha donat 12 punts a:

| Any                               | País    |
| --------------------------------- | ------- |
| 2007                              | Sèrbia  |
| 2008                              | Ucraïna |
| 2009                              | Armènia |
| No hi participà entre 2010 i 2014 |         |
| 2015                              | Suècia  |

| Any  | Jurat     | Televot     |
| ---- | --------- | ----------- |
| 2016 | Hongria   | Armènia     |
| 2017 | Austràlia | Azerbaidjan |
| 2018 | Israel    | Israel      |
| 2019 | Eslovènia | San Marino  |
| 2021 | Portugal  | Moldàvia    |

| Any                               | País        |
| --------------------------------- | ----------- |
| 2007                              | Ucraïna     |
| 2008                              | Armènia     |
| 2009                              | Armènia     |
| No hi participà entre 2010 i 2014 |             |
| 2015                              | Azerbaidjan |

| Any  | Jurat    | Televot  |
| ---- | -------- | -------- |
| 2016 | Suècia   | Ucraïna  |
| 2017 | Portugal | Bulgària |
| 2018 | Israel   | Ucraïna  |
| 2019 | Suècia   | Rússia   |
| 2021 | Portugal | Moldàvia |

## Galeria d'imatges

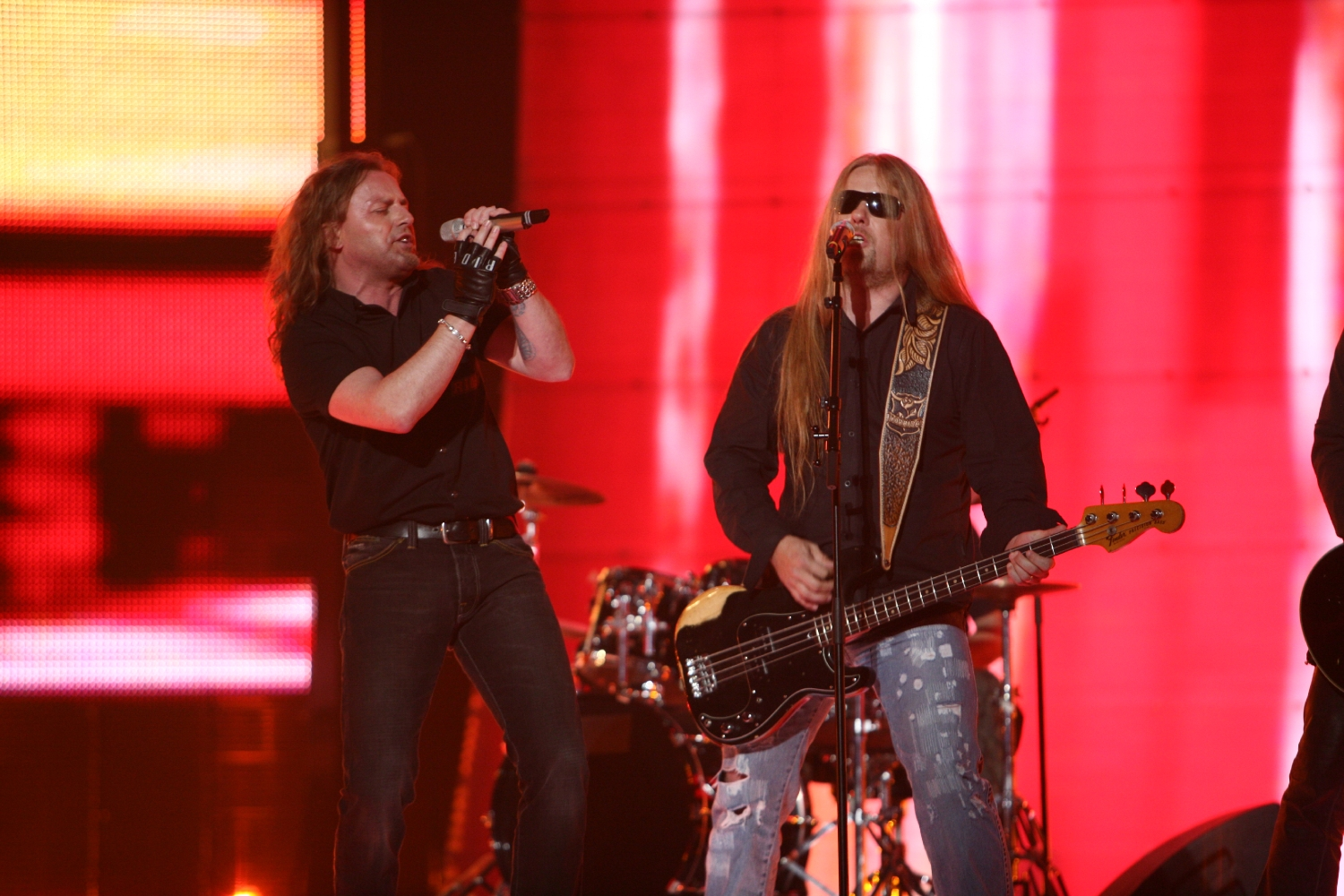
Kabát a Hèlsinki (2007)
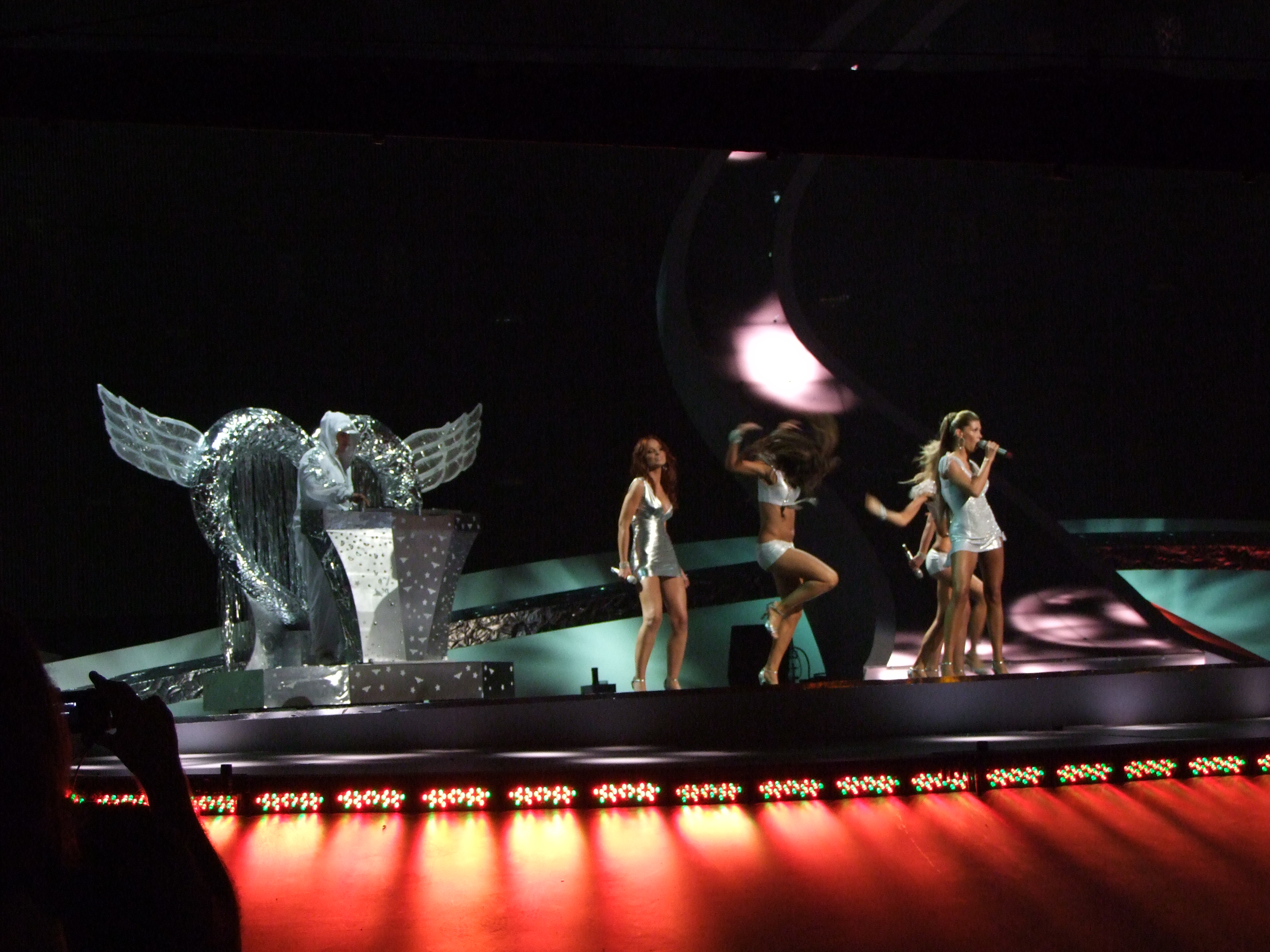
Tereza Kerndlová a Belgrad (2008)
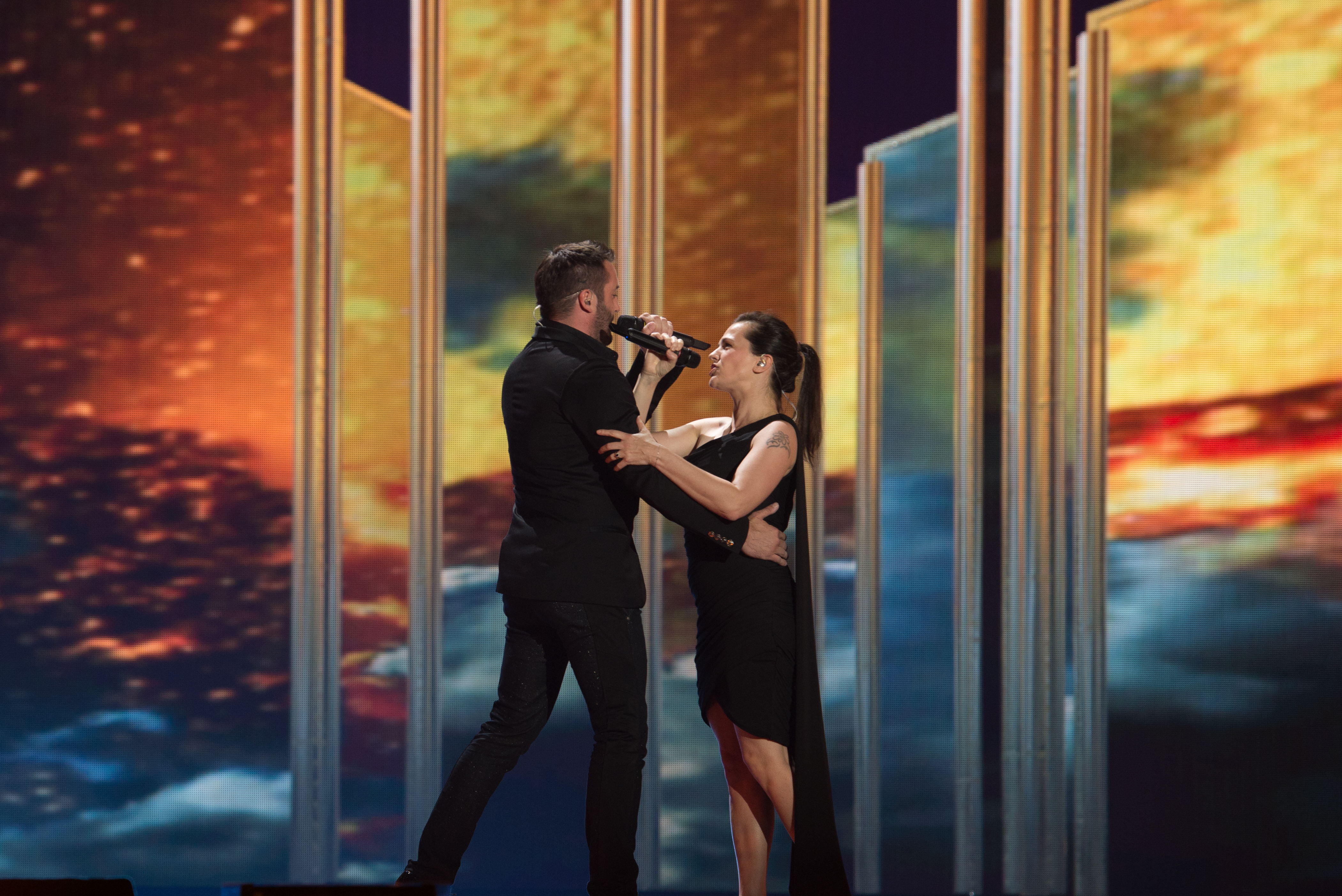
Marta Jandová i Václav Noid Bárta a Viena (2015)
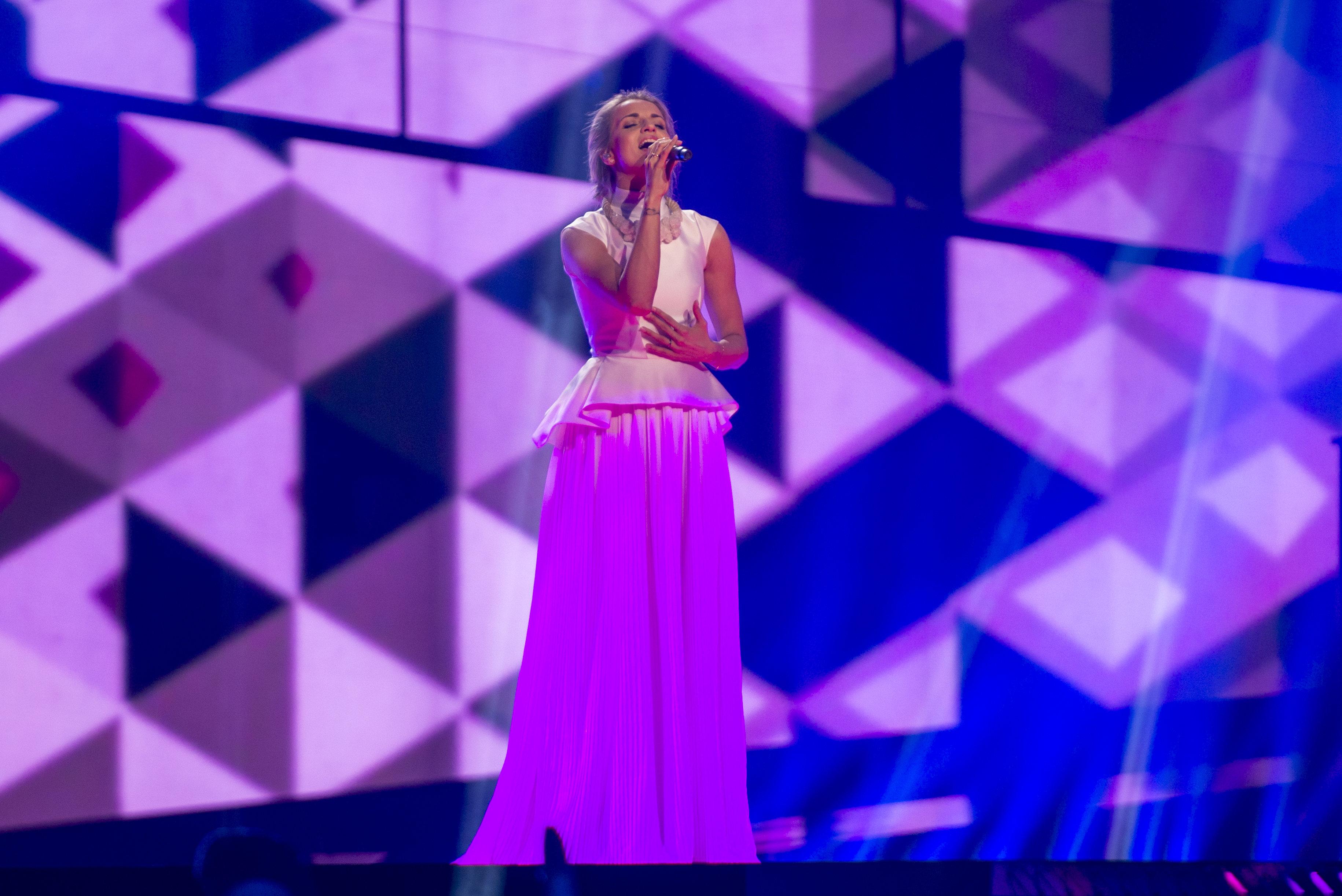
Gabriela Gunčíková a Estocolm (2016)
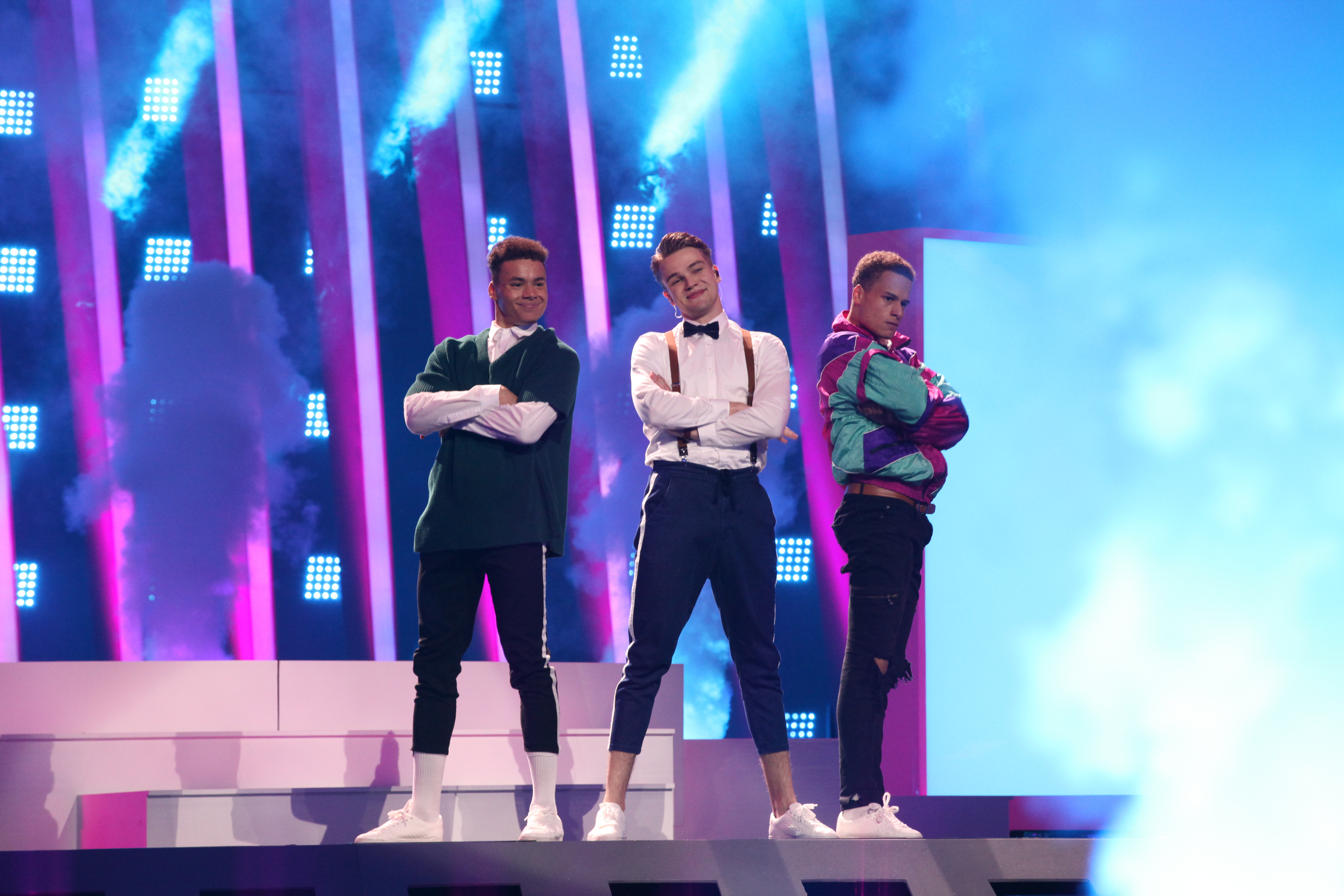
Mikolas Josef a Lisboa (2018)
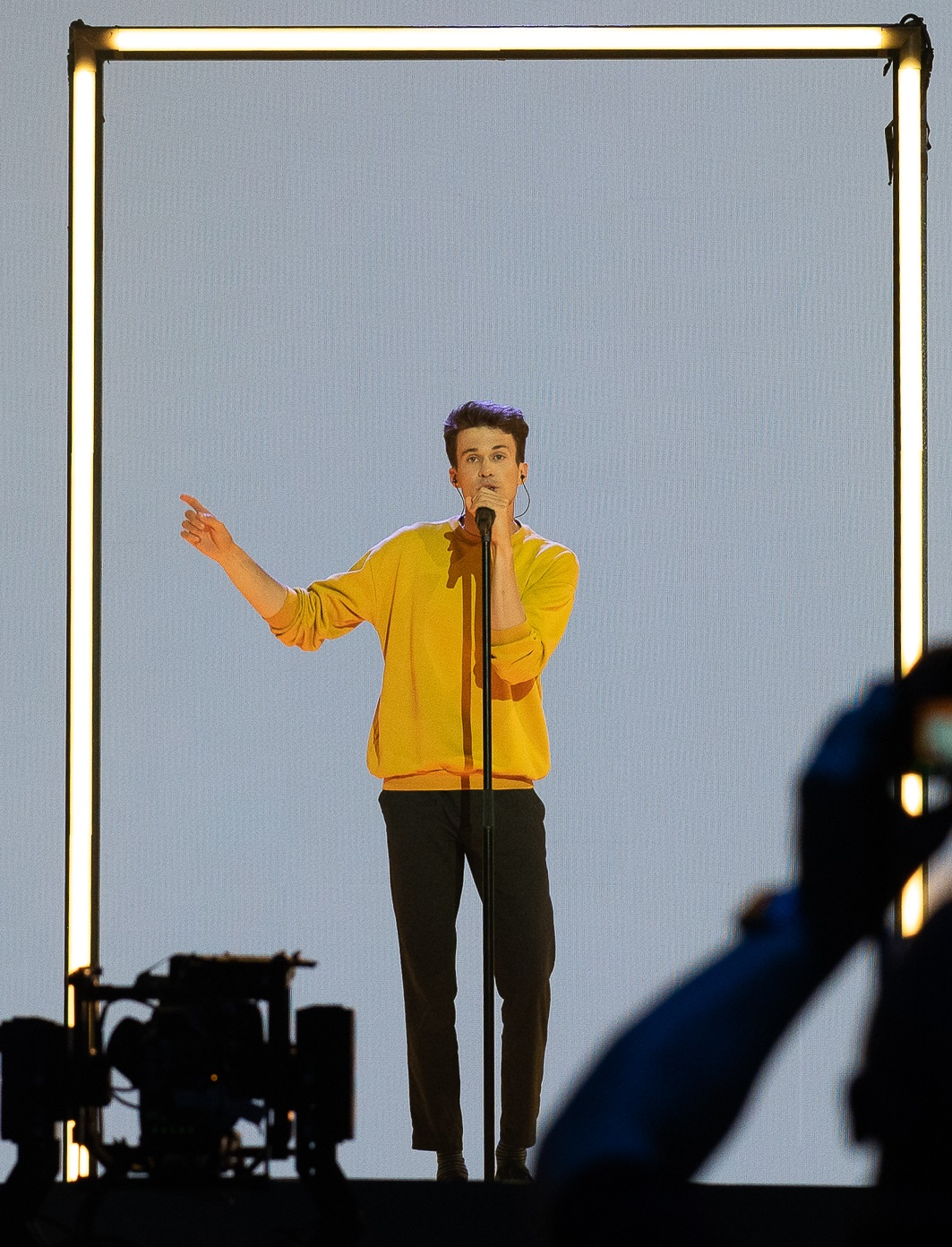
Lake Malawi a Tel-Aviv (2019)